# Луксембург на Летњим олимпијским играма 1900.
Прво незванично у учешће спортиста Луксембурга на Олимпијским играма било је у Паризу 1900. Једини представник Луксембурга био је маратонац Мишел Теато, који је победио у маратонској трци. Освојену медаљу МОК је приписао Француској. До пред крај 20. века претпостављало се да је Теато Француз, када су историчари олимпијског спорта открили да је он у ствари Луксембуржанин који је донео прву олимпијску медаљу за своју нацију, али МОК и даље остале при својој Одлуци да је медаља Француска, а да је прво званично учешће Луксембурга на олимпијским играма било у Стокхолму 1912.

### Атлетика
| Такмичар    | Дисциплина | Резултат  | Пласман |
| ----------- | ---------- | --------- | ------- |
| Мишел Теато | маратон    | 2:59:45,0 |         |